# ويلارد هاريل
ويلارد هاريل (بالإنجليزية: Willard Harrell)‏ هو لاعب كرة قدم أمريكية أمريكي، ولد في 16 سبتمبر 1952 في ستوكتون في الولايات المتحدة.

## وصلات خارجية
- ويلارد هاريل على موقع مرجع كرة القدم المحترفة.كوم (الإنجليزية)